# Жълта торна муха
Жълтата торна муха (Scathophaga stercoraria) е вид насекомо от семейство Scathophagidae. Разпространени са в по-голямата част от Северното полукълбо. Често се срещат край животински изпражнения, където живеят ларвите им, а възрастните улавят плячката си, други дребни насекоми.